# Ricardo Mannetti
Ricardo Mannetti (ur. 24 kwietnia 1975 w Windhuku) – namibijski piłkarz, a obecnie trener piłkarski. Podczas kariery grał na pozycji pomocnika. Reprezentant Namibii, w seniorskiej kadrze zadebiutował w 1992 roku. Rozegrał w niej 58 meczów i strzelił 1 gola.